# Salamis (Kypr)

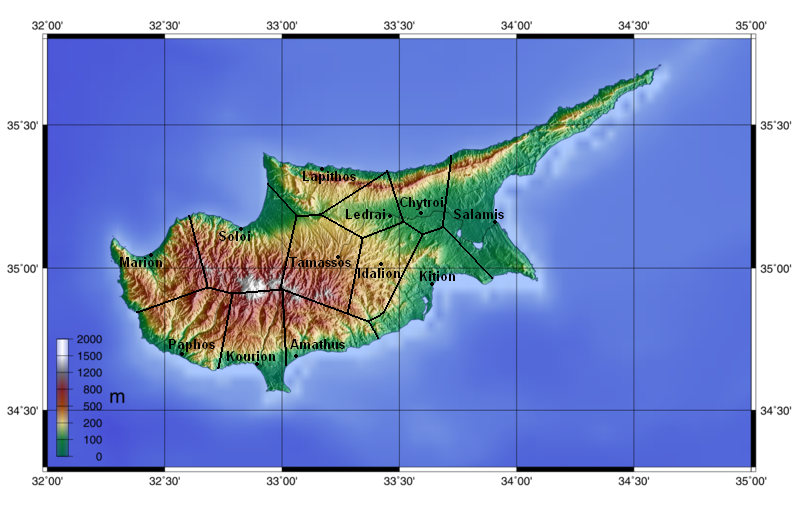
Mapa kyperských království

Salamis (starořecky: Σαλαμίς; ) byl starověký řecký městský stát na východním pobřeží Kypru. Jeho trosky leží v ústí řeky Pedieos, 6 km severně od současného města Famagusta. Podle tradice byl zakladatelem města Teukros, syn Telamóna, který se nemohl vrátit domů z Trójské války, protože se mu nepodařilo pomstít svého bratra Aiáse.

## Historie
Nejstarší archeologické nálezy pocházejí z 11. století př. n. l. (pozdní doba bronzová). Kyperská měděná ruda se stala základní komoditou v prvních obchodních vztazích mezi Řeckem a Kyprem. Archeologické nálezy v přístavu a v dětských hrobech z té doby naznačují i fénickou přítomnost. Město je zmíněno v asyrských nápisech jako jedno z království Iadnana. Poprvé dosáhla asyrská vojska břehů Středozemního moře v roce 877 př. n. l.. V roce 708 se králové Kypru podrobili asyrskému vládci Sargonu II. První mince zde byly raženy v 6. století př. n. l., podle perských vzorů.

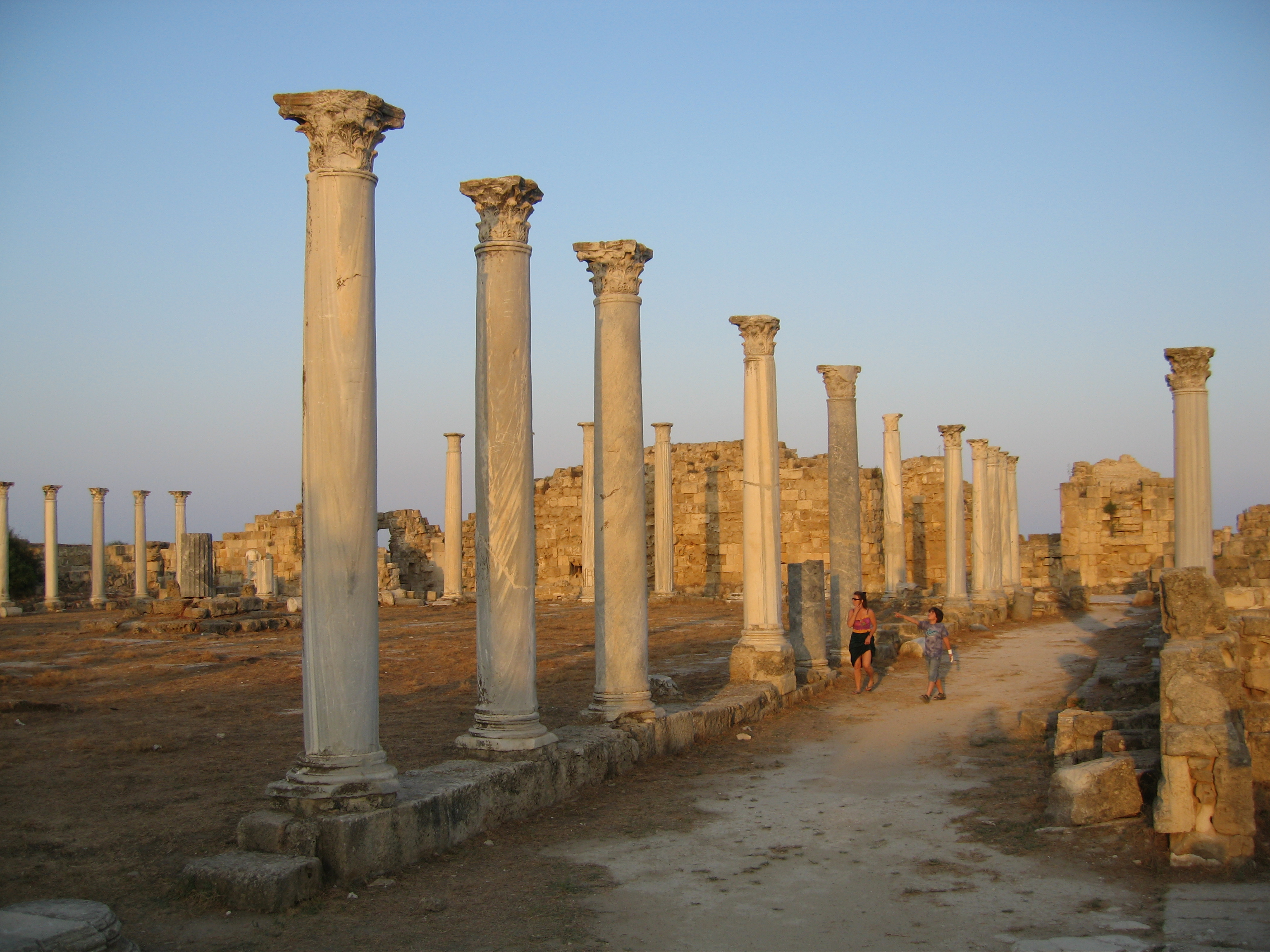
Gymnasion

Kypr byl v této době pod kontrolou Asyřanů, ale městské státy ostrova se těšily poměrně značné nezávislosti, pokud asyrskému vládci platily stanovené poplatky. To umožnilo králům měst hromadit značné bohatství a moc. Některé pohřební zvyky, o nichž vyprávějí nálezy v královských hrobkách, se přímo vztahují k obřadům známým z Homéra, jako je např. oběť koně na počest mrtvých či nabídka pohárů olivového oleje. Někteří vědci vykládají tento jev jako důsledek vlivu homérských eposů na Kypr. Většina nejdůležitějšího zboží byla dovážena z Levanty nebo z Egypta.
Podle zakladatelského mýtu byl zakladatelem města Teukros, syn Telamóna, který se nemohl vrátit domů z Trójské války, protože se mu nepodařilo pomstít svého bratra Aiáse. Existují však důkazy, že oblast byla obydlena dlouho před údajným příchodem Achájců do blízkého Enkomi a rozvoj města Salamis nastal, když přístav v Enkomi byl oddělen od moře. Kromě toho neexistují přímé důkazy na podporu zakladatelského mýtu.
V roce 450 př. n. l. byl Salamis dějištěm současné pozemní a námořní bitvy mezi athéňany a peršany. (Nezaměňovat s bitvou mezi Řeky a Peršany, která proběhla v roce 480 př. n. l. u ostrova Salamis v Attice.)
Historii Salamis během archaického a klasického období známe zejména z díla řeckého historika Hérodota a z pozdějších projevů řeckého řečníka Isokrata. Město bylo tehdy hlavním městem ostrova a vedlo další kyperská města v jejich úsilí o osvobození z perské nadvlády. Nejvýznamnějším vládcem království byl Evagoras (410-374 př. n. l.), který se stal vládcem celého ostrova a podařilo se mu získat nezávislost na perské říši. Salamis byl poté obléhán a dobyt perským vládcem Artaxerxem III. Nicméně Evagoras zůstal vládcem ostrova, musel však Peršanům odevzdávat pravidelný roční poplatek.
Pod králem Evagorasem vzkvétala ve městě řecká kultura a umění. Památkou, která ilustruje konec klasického období v království Salamis, je mohyla, s kenotafem krále Nicocreona, jednoho z posledních králů Salamis, který zahynul v roce 311 př. n. l. Na jeho monumentálním základu se nachází několik hliněných hlav, z nichž některé jsou patrně portréty členů královské rodiny.

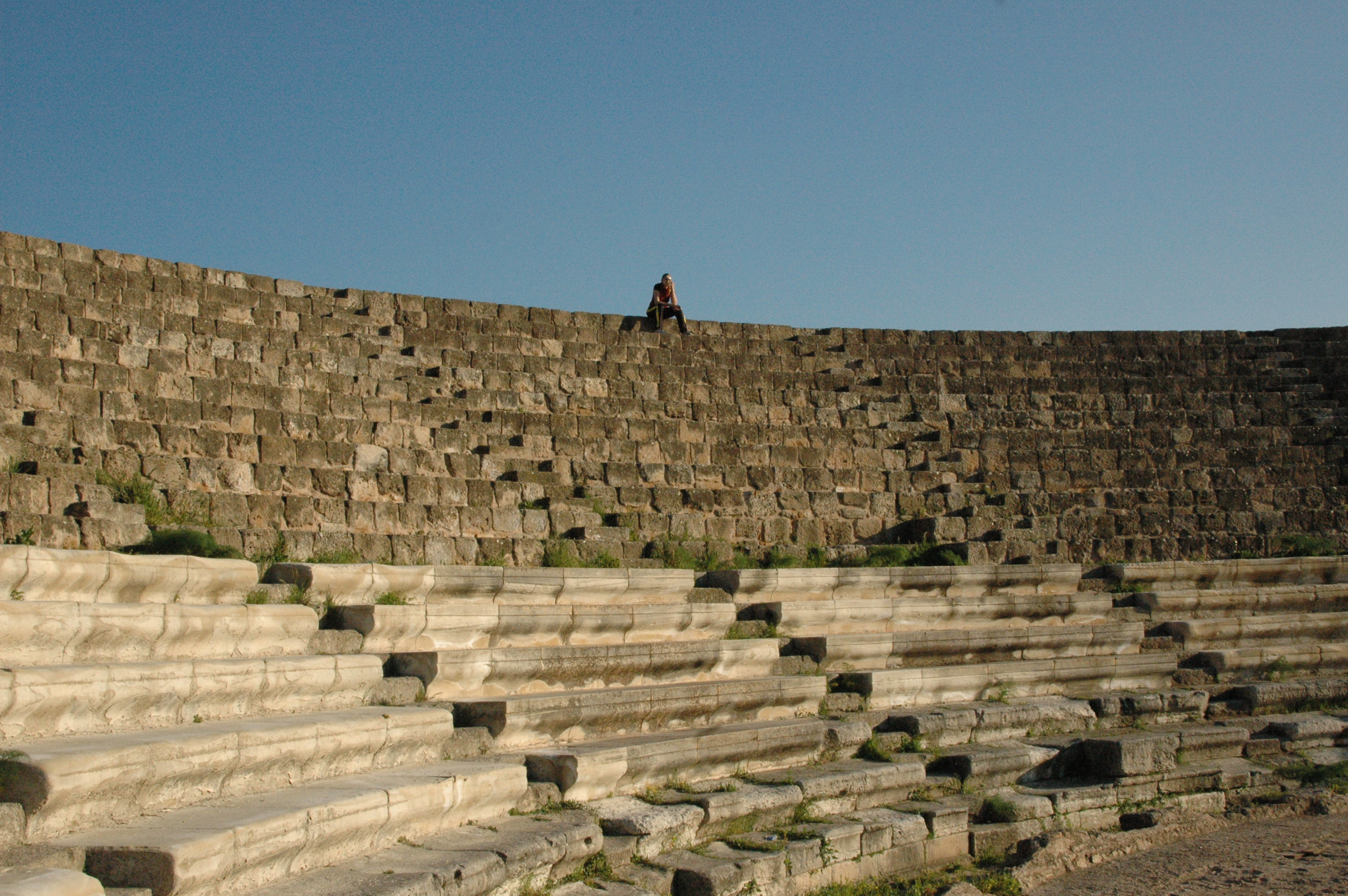
Divadlo v Salamis

Archeoložka Marguerite Yon uvádí, že „literární texty a nápisy ukazují, že v období klasicismu, byl Kition (dnešní Larnaka) jedním z hlavních místních sídel moci, spolu se svým sousedem Salamis“. 
Poté, co Alexandr Veliký zničil perskou říši, převzal vládu nad ostrovem egyptský faraon Ptolemaios I. Sótér. Přinutil Nicocreona, který byl Ptolemaiovým guvernérem ostrova, spáchat sebevraždu, protože ztratil jeho důvěru. Na jeho místo přišel král Menelaus , který byl Ptolemaiovým bratrem. Nicocreon je údajně pohřben v jedné z velkých mohyl blízko Enkomi . V Salamidě zůstalo sídlo guvernéra.
V roce 306 př. n. l. se u Salamis konala další námořní bitva, tentokrát mezi flotilami Demetria I. Makedonského a Ptolemaia. Demetrius bitvu vyhrál a podmanil si ostrov.
V římských dobách bylo Salamis součástí římské provincie Kilíkie. Sídlo guvernéra bylo přemístěno do Pafos. Město velmi utrpělo během židovského povstání (116–117 n. l.). Ačkoli Salamis přestalo být hlavním městem Kypru, jeho bohatství a význam se nijak nesnížil. Město bylo obzvláště oblíbené u římských císařů Trajana a Hadriána, kteří je obnovili a postavili řadu nových veřejných budov.
Apoštol Pavel zde přistál na své první cestě a kázal v místních synagogách (Skutky 13:5). Na Kypru se narodil Svatý Barnabáš a na svůj rodný ostrov přinesl křesťanství již v 1. stol. Tradice říká, že Barnabáš kázal v Alexandrii a Římě a v Salamis byl ukamenován kolem roku 61. Je považován za zakladatele církve na Kypru. Jeho ostatky jsou údajně uloženy v klášteře po něm pojmenovaném.
Na počátku 4. století postihlo město několik zemětřesení a bylo z podstatné části zničeno. Císař Konstantin II. (337–361) jej vybudoval znovu pod názvem Constantia a učinil jej sídlem biskupa. Nejslavnějším místním biskupem se stal Epifanius ze Salaminy (cca 310–403), který byl později prohlášen za světce.
Zanášení přístavu vedlo k postupnému úpadku města. Definitivně bylo opuštěno po arabských invazích v 7. století a po zničení chalífou Mu'ávijou I. Obyvatelé se přestěhovali do Arsinoe, dnešní Famagusty.